# Cross linking
Cross linking, właśc. corneal collagen crosslinking with ryboflavin (z ang.), inaczej cross-linking, X-linking, CCL, CCR, CXL, KXL – krzyżowe sieciowanie włókien kolagenowych rogówki z użyciem aktywowanej światłem ryboflawiny. Zabieg ma zastosowanie w leczeniu stożka rogówki. Trwają badania nad zastosowaniem CXL w infekcyjnych zapaleniach rogówki.

## Przebieg zabiegu
Standardowy zabieg CXL rozpoczyna się od usunięcia nabłonka rogówki (epi-off, istnieje modyfikacja zabiegu bez usuwania nabłonka rogówki: epi-on CLX). Odsłonięty zrąb rogówki poddaje się przez ok. 30 min działaniu roztworu ryboflawiny, który dodatkowo naświetla się przez 30 min promieniowaniem UVA. To prowadzi do powstania dodatkowych wiązań między włóknami kolagenu (sieciowanie włókien kolagenowych), z których zbudowana jest rogówka, i usztywnienia jej struktury.
Ryboflawina jest lekiem niedostępnym na terenie Polski, sprowadzanym z krajów Unii Europejskiej.
Zabieg CXL ma na celu zatrzymanie lub spowolnieniu procesu chorobowego i zmniejszenie ryzyka konieczności wykonania przeszczepu rogówki w chorobie stożka rogówki.

## Możliwe powikłania
- obniżenie ostrości wzroku pomimo pełnego sukcesu zabiegowego
- podwyższone ciśnienie wewnątrzgałkowe (związane z koniecznością stosowania preparatów steroidowych po zabiegu)
- jaskra posterydowa
- zaćma posterydowa
- wysychanie nabłonka rogówki
- przymglenie rogówki
- zapalenie rogówki
- erozje rogówki
- perforacja rogówki
- rozszczepienie światła (zwłaszcza w nocy)
- osłabienie poczucia kontrastu

## Zalecenia pozabiegowe
- zaopatrzyć się w aptece w środki przeciwbólowe (stosowane w razie potrzeby)
- po zabiegu krople i żele stosować według zaleceń lekarza
- zmienić bieliznę pościelową i piżamę
- unikać kontaktu ze zwierzętami
- unikać kontaktu z osobami z grypą i katarem
- dbać o czystość pomieszczenia w którym się przebywa, podczas sprzątania wychodzić z pomieszczenia
- przy myciu omijać okolicę oka operowanego
- wydzielinę po żelu i kroplach zmywać przegotowaną wodą
- długie włosy i grzywkę spiąć
- przez co najmniej trzy miesiące unikać kąpieli w otwartych zbiornikach wodnych
- przez co najmniej 6 miesięcy nie korzystać z sauny lub solarium
- w słoneczne dni zakładać okulary przeciwsłoneczne

Przeczytaj ostrzeżenie dotyczące informacji medycznych i pokrewnych zamieszczonych w Wikipedii.